# Malines Flanders Cup
La Malines Flanders Cup est une compétition par clubs de kayak-polo européen, qui se déroule à Malines, en Belgique.
Le 17e tournoi se déroulera du 27 au 29 juin 2009.